# Acidodontium subrotundum
Acidodontium subrotundum là một loài Rêu trong họ Bryaceae. Loài này được (Taylor) Hook. f. & Wilson mô tả khoa học đầu tiên năm 1846.